# Gary Ross
Gary Ross (Los Angeles, 1956. november 3. –) amerikai filmrendező, forgatókönyvíró és filmproducer.
Pályafutását forgatókönyvek írásával kezdte, a Segítség, felnőttem! (1988) és a Dave című filmekkel két alkalommal jelölték Oscar-díjra legjobb eredeti forgatókönyv kategóriában. Rendezőként 1998-ban debütált a Pleasantville című fantasy filmvígjáték-drámával, melyet íróként és producerként is jegyez. 
Következő rendezése a 2003-as Vágta volt: a valós történeten alapuló sportdráma hét kategóriában szerzett Oscar-jelöléseket. 2012-ben Az éhezők viadala első részét vitte filmvászonra, de a folytatásokat már nem vállalta el. 2018-ban az Ocean’s 8 – Az évszázad átverése (2018) című filmet rendezte meg. 

## Filmográfia

### Film
| Év   | Magyar cím                       | Eredeti cím            | Feladatkör | Feladatkör | Feladatkör | Megjegyzések              |
| Év   | Magyar cím                       | Eredeti cím            | Rendező    | Író        | Producer   | Megjegyzések              |
| ---- | -------------------------------- | ---------------------- | ---------- | ---------- | ---------- | ------------------------- |
| 1988 | Segítség, felnőttem!             | Big                    | Nem        | Igen       | Koproducer |                           |
| 1992 | Mr. Baseball                     | Mr. Baseball           | Nem        | Igen       | Nem        |                           |
| 1993 | Dave                             | Dave                   | Nem        | Igen       | Nem        | színész ("rendőr")        |
| 1994 | Lassie                           | Lassie                 | Nem        | Igen       | Nem        |                           |
| 1995 |                                  | The Misery Brothers    | Nem        | Igen       | Nem        | színész ("Redwood Stump") |
| 1997 | Egyedül nem megy                 | Trial and Error        | Nem        | Nem        | Igen       |                           |
| 1998 | Pleasantville                    | Pleasantville          | Igen       | Igen       | Igen       |                           |
| 2003 | Vágta                            | Seabiscuit             | Igen       | Igen       | Igen       | színész ("bemondó")       |
| 2008 | Cincin lovag                     | The Tale of Despereaux | Nem        | Igen       | Igen       |                           |
| 2012 | Az éhezők viadala                | The Hunger Games       | Igen       | Igen       | Nem        |                           |
| 2016 | Harc a szabadságért              | Free State of Jones    | Igen       | Igen       | Igen       |                           |
| 2018 | Ocean’s 8 – Az évszázad átverése | Ocean's 8              | Igen       | Igen       | Nem        |                           |

### Televízió
- 1986: The Hitchhiker - forgatókönyvíró (televíziós sorozat, 1 epizód)

## Fontosabb díjak és jelölések
| Év   | Cím                  | Díj                                                          |
| ---- | -------------------- | ------------------------------------------------------------ |
| 1988 | Segítség, felnőttem! | Szaturnusz-díj a legjobb forgatókönyvek                      |
| 1988 | Segítség, felnőttem! | Jelölés – Oscar-díj a legjobb eredeti forgatókönyvnek        |
| 1993 | Dave                 | Jelölés – Oscar-díj a legjobb eredeti forgatókönyvnek        |
| 1998 | Pleasantville        | Satellite Award a legjobb eredeti forgatókönyvnek            |
| 1998 | Pleasantville        | Jelölés – Satellite Award a legjobb filmnek                  |
| 1998 | Pleasantville        | Jelölés – Satellite Award a legjobb rendezőnek               |
| 1998 | Pleasantville        | Jelölés – Szaturnusz-díj a legjobb forgatókönyvek            |
| 2003 | Vágta                | Jelölés – Oscar-díj a legjobb filmnek                        |
| 2003 | Vágta                | Jelölés – Oscar-díj a legjobb adaptált forgatókönyvnek       |
| 2003 | Vágta                | Jelölés – Satellite Award a legjobb adaptált forgatókönyvnek |

## Fordítás
- Ez a szócikk részben vagy egészben  a   Gary Ross című angol Wikipédia-szócikk ezen változatának fordításán alapul.  Az eredeti cikk szerkesztőit annak laptörténete sorolja fel. Ez a jelzés csupán a megfogalmazás eredetét és a szerzői jogokat jelzi, nem szolgál a cikkben szereplő információk forrásmegjelöléseként.